# Spacebit
Spacebit — колишня приватна британсько-українська компанія, яка розробляла технологію космічної робототехніки для місячних та планетарних місій. Заснована у 2014 році українцем Павлом Танасюком та фінансувалася ним разом із кількома іншими приватними інвесторами. Капітал компанії складав 100 фунтів стерлінгів. Офіси компанії знаходилися в Україні, Великій Британії, США, Японії та Люксембурзі.
Spacebit позиціонувала себе як приватна британська компанія, що працювала над інструментами аналізу космічних даних та роботизованими концепціями дослідження космосу, які включали ШІ та вдосконалених мікророботів, розробляли космічну робототехніку для місячних і планетарних місій. Станом на квітень 2025 року припинила своє існування. 

## Історія

### Заснування
Коштів, виручених від продажу MoneXy, українсько-британському технологічному підприємцю Павлу Танасюку вистачило на запуск приватного космічного стартапу Spacebit. Компанія виникла 16 червня 2014 року під назвою SPACE2020 LTD, з капіталом 100 фунтів стерлінгів. Пізніше перейменована на SPACEBIT TECHNOLOGIES LTD. З 2019 року на додачу до неї існували фірми SPACEBIT GLOBAL LTD, так само з капіталом у космічну галузь лише в 100 фунтів стерлінгів та SPACEBIT EXPLORATION LTD. Капітал останньої склав лише десять фунтів стерлінгів. Усі зареєстровані в Лондоні.
Партнером Танасюка був громадянин Фінляндії Тімоті Фрост.
За шість років Танасюк залучив до проєкту близько 10 млн ($) ангельських інвестицій від кількох приватних інвесторів. У компанії з офісами в Україні, Великій Британії, США, Японії та Люксембурзі працювало 25 людей.
Компанія мала плани зі створення в Україні центру управління космічними польотами.  
Утім у квітні 2021 Spacebit Exploration Ltd була закрита. Spacebit Global Ltd проіснувала до березня 2022 року. Третя компанія — Spacebit Technologies Ltd припинила свою діяльність 21 травня 2024 року.   

## Діяльність

### 2017
У травні 2024 року Spacebit уклав Угоду з Київським політехнічним інститутом, забезпечуючи співпрацю в галузі супутників PolyITAN 3, 4 і 5. Наступного року Павло Танасюк презентував плани щодо фінансування децентралізованих досліджень космосу на Всесвітньому економічному форумі в Давосі. У цьому зв'язку пропонувався запуск власної криптовалюти та платформи краудфандингу, що мало б дозволити будь-кому фінансувати космічні проєкти.

### 2019
У вересні американська компанія Astrobotic Technology та Spacebit оголосили про домовленість у рамках місії доставити у 2022 році на супутник Землі місяцехід вагою 1,3 кг. Сам Asagumo представлений Танасюком у грудні 2019 року в Японії під час третьої міжнародної виставки Moon Village. Замість коліс він має чотири лапи, тому схожий на павука; Павло особисто тестував його в печерах гори Фудзі.
Asagumo розміщуватиметься в місячному посадковому апараті Peregrine, що його розробляє Astrobotic Technology. Засобом доставки Peregrine у космос обрано американську ракету-носій важкого класу Vulcan Centaur, яку з 2014 року розробляє компанія United Launch Alliance (ULA).
Запуск Peregrine підтримує NASA в рамках програми Commercial Lunar Payload Services (укр. Комерційні сервіси з доставки корисного навантаження на Місяць). CLPS створена для того, аби комерційні компанії з аерокосмічної галузі навчились надавати послуги з доставки на Місяць невеликих роботизованих апаратів з метою пошуку корисних ресурсів, дослідження поверхні супутника Землі в якості фундаменту для підготовки висадки людей у межах місячної програми Artemis.

### 2020
На Всесвітній виставці Expo 2020 в Дубаї (2021—2022) є стенд Spacebit в українському павільйоні. Компанія демонструє український прапор з титану, виготовлений українською компанією «ТитанЕра», який вирушить на Місяць.

### 2023
На четвертий квартал 2023 року компанія планує першу британсько-українську місію на Місяць (Spacebit Mission One), яка полягатиме у відправці власного місяцеходу Asagumo (в перекладі з яп.: «ранкова хмара», що звучить подібно до «ранковий павук») з метою дослідження місячних лавових тунелей температурним, радіаційним, лазерним сенсорами та за допомогою відеокамери. Наукові інструменти для апарата розроблено в Україні. З української сторони до проєкту залучені Конструкторське бюро «Південне», Науково-виробниче підприємство «Меридіан» ім. С. П. Корольова, підприємства «Екотест» і «ТитанЕра». Місія розділена на дві частини: спочатку полетять сенсор, радіаційний сенсор та відеокамера (українська частина), а згодом — сам місяцехід (британська частина).

### 2024
8 січня посадковий апарат Peregrine був запущений до Місяця на ракеті Vulcan Centaur промислової групи ULA. Корисний вантаж від Spacebit на борту включав металеву версію прапора України, різноманітні метали та космічні покриття. Їх планували випробувати під час польоту та місячних умов, щоб підготуватися до запуску місяцехода Asagumo. Проте, через збій у роботі двигуна апарат не дістався Місяця і згорів в атмосфері Землі 19 січня.
21 травня 2024 року Spacebit Technologies Ltd припинила існування. Британський реєстратор примусово ліквідував її через те, що компанія не веде підприємницьку діяльність.

### 2025
На початку січня Павло Танасюк у співпраці з Copernic Space та благодійним фондом LadyRocket Foundation та LifeShip зініціював запуск «капсули пам'яті» на Місяць за допомогою ракети-носія SpaceX та ракети-носія легкого класу Firefly. У цій капсулі будуть зберігаються цифрові символи української культури: прапор України, дитячі малюнки та фотографії. Фізичну версію прапора, створену з унікальних матеріалів і з сенсорами, виготовленими в Україні, планували доставити на Місяць в рамках майбутньої роботизованої місії Spacebit[неавторитетне джерело].